# El Durazno, Durango kommun
El Durazno är en ort i Mexiko.   Den ligger i kommunen Durango och delstaten Durango, i den centrala delen av landet, 800 km nordväst om huvudstaden Mexico City. El Durazno ligger 1 909 meter över havet och antalet invånare är 414.
Terrängen runt El Durazno är kuperad åt sydväst, men åt nordost är den platt. El Durazno ligger nere i en dal. Runt El Durazno är det ganska tätbefolkat, med 60 invånare per kvadratkilometer. Närmaste större samhälle är Victoria de Durango, 10,8 km nordost om El Durazno. Trakten runt El Durazno består till största delen av jordbruksmark.